# Єсебулатовський сільський округ
Єсебула́товський сільський округ (каз. Есеболат ауылдық округі, рос. Есебулатовский сельский округ) — адміністративна одиниця у складі Аксуського району Жетисуської області Казахстану. Адміністративний центр — село Єсебулатова.
Населення — 1543 особи (2021; 1793 у 2009, 1980 у 1999, 2659 у 1989).
Станом на 1989 рік існувал Єсебулатовська сільська рада (села Енергетик, Єсебулатово, Кизилкайин).

## Склад
До складу округу входять такі населені пункти:
| Населений пункт   | Населення, осіб (1989) | Населення, осіб (1999) | Населення, осіб (2009) | Населення, осіб (2021) |
| ----------------- | ---------------------- | ---------------------- | ---------------------- | ---------------------- |
| Єсебулатова, село | 1883                   | 1437                   | 1329                   | 1240                   |
| Кизилкайин, село  | 359                    | 271                    | 253                    | 127                    |
| Таусамали, село   | 417                    | 272                    | 211                    | 176                    |